# Hamida Banu Begum
Hamida Banu Begum née vers 1527 et morte le 29 août 1604, est la reine consort du deuxième empereur moghol Humayun et la mère de son successeur, le troisième empereur moghol Akbar, Elle reçoit le titre de Mariam Makani de son fils Akbar. Elle porte également le titre de Padshah Begum (en) sous le règne d'Akbar.

## Famille
Hamida Banu Begum est née vers 1527 dans une famille d'origine persane. Son père, Shaikh Ali Akbar Jami, un chiite, est précepteur du prince moghol Hindal Mirza (en), le plus jeune fils du premier empereur moghol, Babur. Ali Akbar Jami est également connu sous le nom de Mian Baba Dost, it de la lignée d'Ahmad Jami Zinda-fil. La mère d'Hamida Banu est Maah Afroz Begum, qui a épousé Ali Akbar Jami à Paat (en), Sind. Comme le suggère sa lignée, Hamida était une fervente musulmane.

## Rencontre avec Humayun
Elle rencontre Humayun (Mirza Hindal) à l'âge de 14 ans lors d'un banquet donné par sa mère, Dildar Begum (l'épouse de Babur et la belle-mère de Humayun) à Alwar. Humayun était en exil après son exode de Delhi, à cause des armées de Sher Shah Suri, qui avait l'ambition de restaurer la domination afghane à Delhi.
Pendant les négociations pour le mariage, Hamida et Hindal s'opposent à la demande en mariage, peut-être parce qu'ils étaient impliqués l'un dans l'autre. Il semble probable qu'Hamida était amoureux de Hindal, même s'il n'existe que des preuves circonstancielles. Dans son livre, Humayun-nama, la sœur de Hindal et amie proche de Hamida, Gulbadan Begum, a souligné que Hamida était fréquemment vue dans le palais de son frère à cette époque, et même dans le palais de leur mère, Dildar Begum.
Hamida refuse dans un premier temps de rencontrer l'empereur ; Finalement, après quarante jours et sur l'insistance de Dildar Begum, elle accepte de l'épouser. Elle fait référence à sa réticence initiale dans le Humayunama, « I shall marry someone; but he shall be a man whose collar my hand can touch, and not one whose skirt it does not reach. »

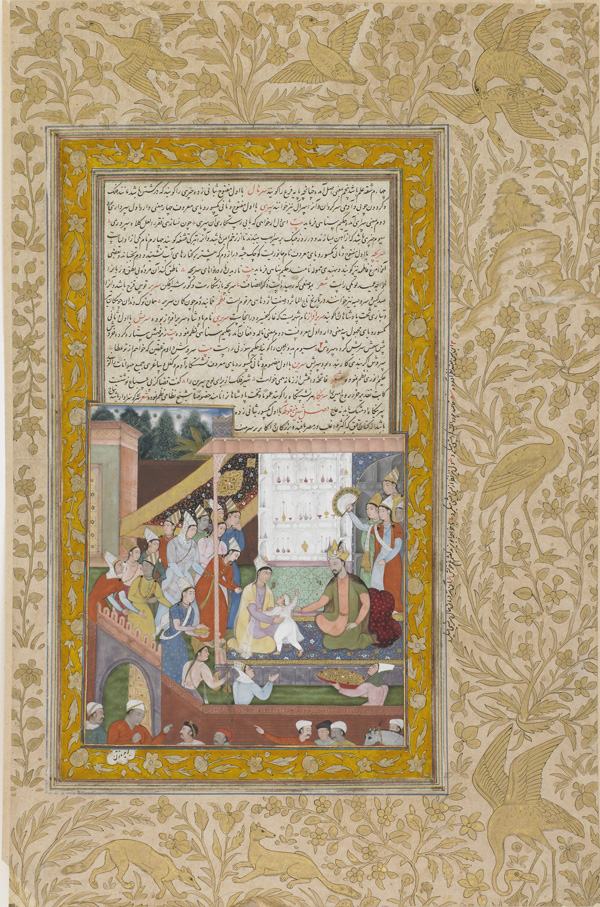
Le jeune Akbar reconnaît sa mère. Une illustration de l'.

L'empereur, qui est un astrologue passionné, choisit lui-même le jour du mariage à l'aide de son astrolabe. Son choix se porte sur un lundi de septembre 1541 à midi (Jumada al-awwal ou 948 Année de Hégire) à Patr (connu sous le nom de Paat (en), district de Dadu de Sind). Hamida Banu Begum devient la deuxième épouse, après Bega Begum (plus tard connue sous le nom de Haji Begum, après le Hajj), sa première et principale épouse,. Le mariage est « politiquement bénéfique » pour Humayun, car il a obtient grâce à lui l'aide des groupes chiites rivaux pendant la guerre guerre.
Un an après leur voyage périlleux à travers le désert, le 22 août 1542, elle et l'empereur Humayun atteignent Umerkot, qui est dirigé par Rana Prasad, un hindou Sodha Rajput, dans une petite ville du désert, où les Rana leur donnent asile. Deux mois plus tard, elle donne naissance au futur empereur Akbar, au petit matin du 15 octobre 1542 (quatrième jour de Rajab, 949 AH). Il reçoit le nom que Humayun avait entendu dans un rêve à Lahore : empereur Jalal-ud-din Muhammad Akbar,.
Au cours des années suivantes, elle entreprend de nombreux voyages pour suivre son mari, toujours en fuite. Au début du mois de décembre suivant, elle et son nouveau-né se rendent au camp à Jūn, après avoir voyagé pendant dix ou douze jours. Puis, en 1543, elle entreprend un voyage depuis le Sindvers Qandahar. Malheureusement Humayun doit s'enfuir précipitamment de Shal-mastan, « à travers un désert et un désert sans eau ». Laissant son jeune fils, elle accompagne son mari en Perse, où ils visitent les sanctuaires de son ancêtre, Ahmad-e Jami et le sanctuaire chiite d'Ardabil en Iran, lieu d'origine de la dynastie safavide, ce qui les aide par la suite. En 1544, dans un camp à Sabzawar (en), à 150 kilomètres au sud d'Hérat, elle accouche d'une fille qui, avec sa sœur, meurt lors du voyage de retour de Perse. Par la suite, elle revient de Perse avec l'armée donnée à Humayun par le Shah d'Iran, Tahmasp Ier, et rencontre à Kandahar Dildar Begum et son fils, Mirza Hindal. Ce n'est donc que le 15 novembre 1545 (10 Ramdan, 952 AH) qu'elle revoit son fils Akbar, la scène du jeune Akbar reconnaissant sa mère parmi un groupe de femmes a été  illustrée dans la biographie d'Akbar, Akbarnama (en) En 1548, elle et Akbar accompagnent Humayun à Kaboul.

## Le règne d'Akbar

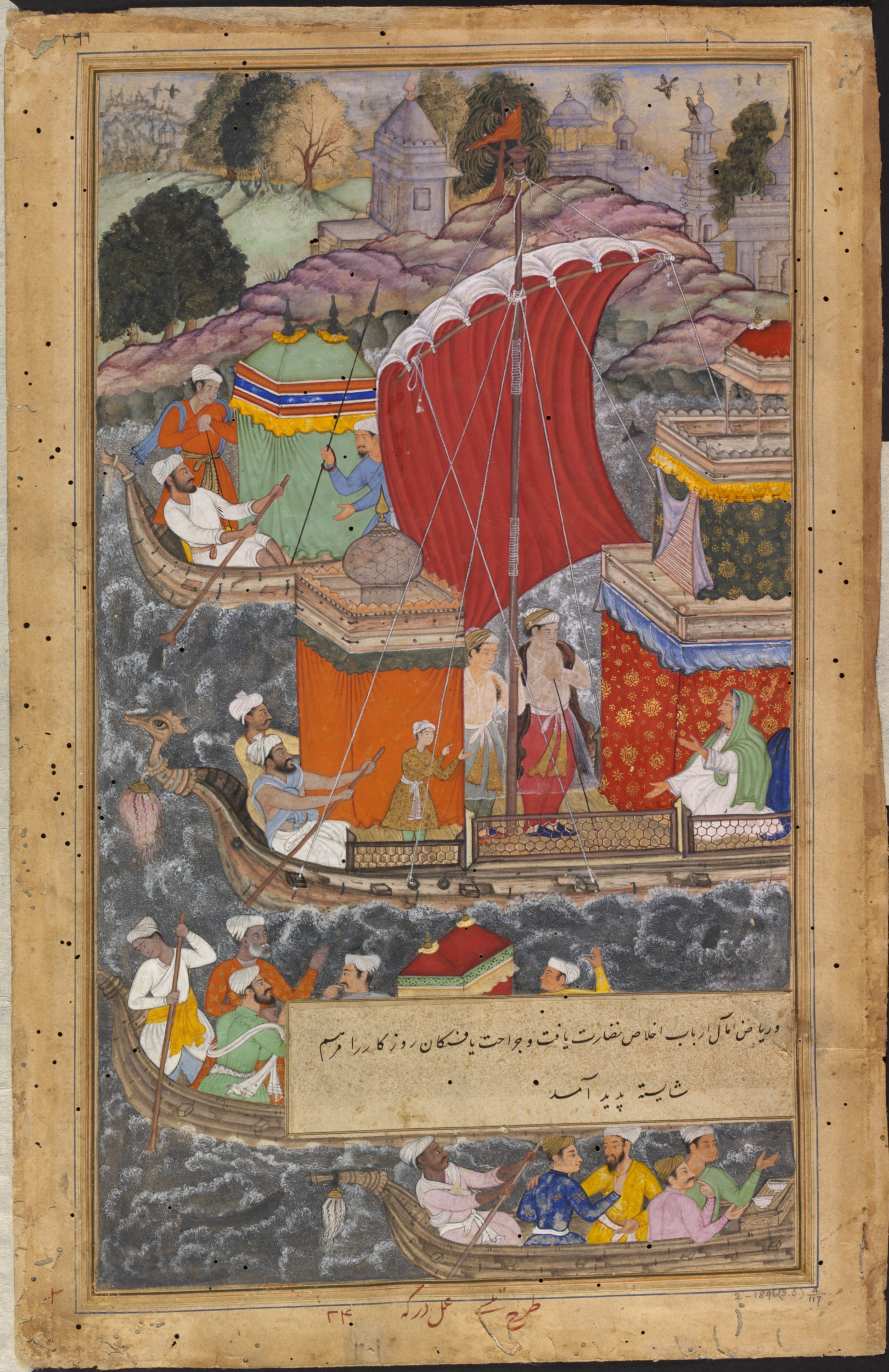
Hamida Banu Begum se rend en bateau à Agra. Une illustration de l'.

Sous le règne d'Akbar, il existe de nombreux cas où des dames impériales sont intervenues dans les affaires de la cour pour demander pardon pour un malfaiteur. Hamida Banu Begum utilise son influence pour obtenir la grâce de délinquants étatiques.
Sher Shah Suri meurt en mai 1545, puis son fils et successeur, Islam Shah, meurt également en 1554, désintégrant le règne de la dynastie Suri. En novembre 1554, Humayun part pour l'Inde, mais reste à Kaboul. Bien qu'il ait pris le contrôle de Delhi en 1555, il meurt moins d'un an après son retour, en tombant dans les marches de sa bibliothèque à Purana Qila, Delhi, en 1556 à l'âge de 47 ans, laissant derrière lui un héritier de treize ans, Akbar, qui allait devenir l'un des plus grands empereurs de l'empire. Hamida Banu rejoint Akbar depuis Kaboul seulement au cours de sa deuxième année de règne en 1557 CE, et reste ensuite à ses cotés. Elle intervient dans la politique à diverses occasions, notamment lors de l'éviction du ministre moghol, Bairam Khan, lorsque Akbar devient majeur. en 1560.

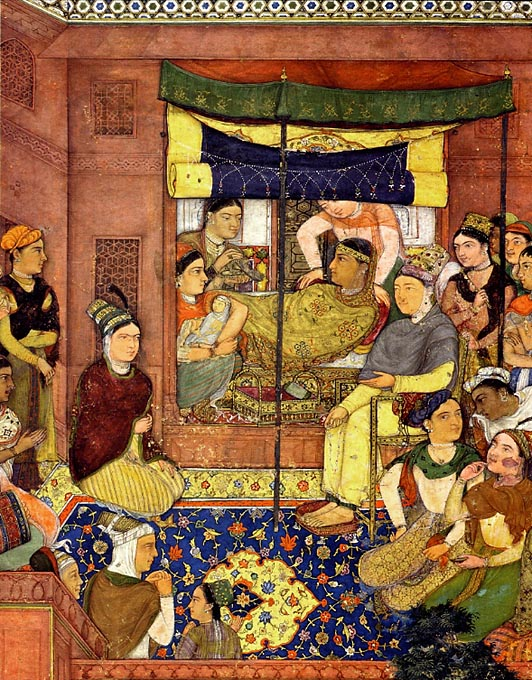
Peinture de décrivant la naissance du prince Salim où Mariam Makani est assise à côté de, sa belle-fille et mère du prince Salim.

## Mort et héritage

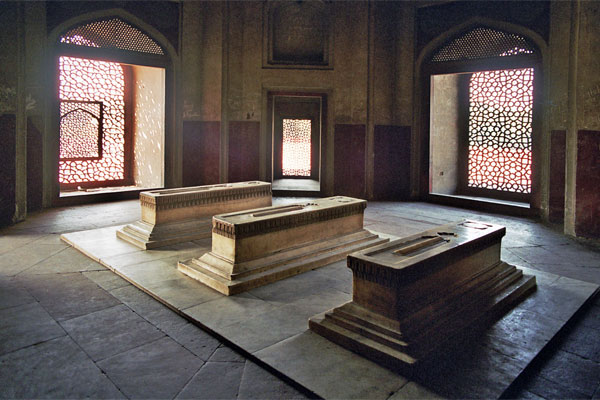
Cénotaphe de Hamida Banu Begum avec celui de Dara Shikoh et d'autres, dans une chambre latérale du tombeau de Humayun, Delhi.

Au cours de ses dernières années, elle est tenue en haute estime par son fils Akbar, comme le remarque le voyageur anglais Thomas Coryat, Akbar transportant lui-même le palanquin de sa mère de l'autre côté de la rivière, lors d'un de ses voyages de Lahore à Agra. Plus tard, lorsque le prince Salim, futur empereur Jahangir, se révolte contre son père Akbar, elle prend en charge le cas de son petit-fils, et une réconciliation s'ensuit par la suite, même si Salim a comploté et fait tuer le ministre préféré d'Akbar, Abu'l-Fazl. Fait marquant, Akbar ne s'est rasé la tête et le menton qu'à deux reprises, une à la mort de sa mère adoptive Jiji Anga (en) et une autre à la mort de sa mère. Elle meurt le 29 août 1604 (19 Shahriyar, 1013 AH) à Agra, un an avant la mort de son fils Akbar et près d'un demi-siècle après la mort de son mari, Elle est enterrée au tombeau de Humayun,,.
Elle reçoit le titre de Maryam -makānī (celle qui accompagne Marie). Elle a été appelée « Hazrat » dans les chroniques judiciaires de son fils Akbar et de son petit-fils Jahangir. Des détails sur sa vie se trouvent également dans Humayun Nama, écrit par Gulbadan Begum, sœur de Humayun. ainsi que dans Akbarnama et Ain-i-Akbari (en), tous deux écrits sous le règne de son fils, Akbar.

## Dans la culture populaire
- Elle est interprétée par Nargis dans le film épique indien de 1945 Humayun.
- Dans Jodhaa Akbar, un film épique indien de 2008, réalisé par Ashutosh Gowariker, le personnage de Hamida Bano a été joué par Poonam Sinha (en)[20].
- À partir du 18 juin 2013, Zee TV a commencé à diffuser une série télévisée intitulée Jodha Akbar avec Rajat Tokas (en) et Paridhi Sharma (en) en tête. Hamida Banu Begum est dépeint comme un personnage principal et est joué par Chhaya Phadkar[réf. nécessaire].
- Rishina Kandhari (en) a interprété Hamida Banu Begum dans la série télévisée indienne de 2017 Akbar Rakht Se Takht Ka Safar.